# 函館市交通局8000形電車
函館市交通局8000形電車（はこだてしこうつうきょく8000かたでんしゃ）は、1990年に登場した函館市交通局（現在の函館市企業局交通部。函館市電）の路面電車車両である。函館市電の主力車両である。

## 概要
1990年（平成2年）3月に800形の車体を更新して登場した。1997年（平成9年）までに8両が導入された。2002年（平成14年）からは8100形への更新となったが、一時計画されていた8100形の増備がされなかったことにより、2012年（平成24年）より再度2両が導入された。
2016年（平成28年）からは大規模改修が実施され、ヘッドライトや行先表示器のLED化などが行われている。

## 車体
これまでの更新車では引戸であった降車扉が折戸になったほか、ステップを3段として乗降性を改善した。落ち葉や積雪による滑走防止のため、初めて砂撒き装置が取り付けられた。前面は大きな1枚窓で、側面は全車上段下降・下段上昇式の2段窓となっている。
8001 - 8003はプロトタイプ的な存在で、8001には当初側面の行先表示器が設置されていないなど、8004 - 8008とは側面の行先表示器の有無やその形状が異なる。また、警笛の種類や行先表示の内容など随所で仕様が異なる。なお2010年代、8002 - 8008の側面行先表示器は大規模改修の実施までカバーが付けられ、使用されていない時期があった。
15年ぶりの更新となった8009・8010は、前尾灯が角型から丸型となり、前面と側面の行先表示器が方向幕からLED式に変更された。

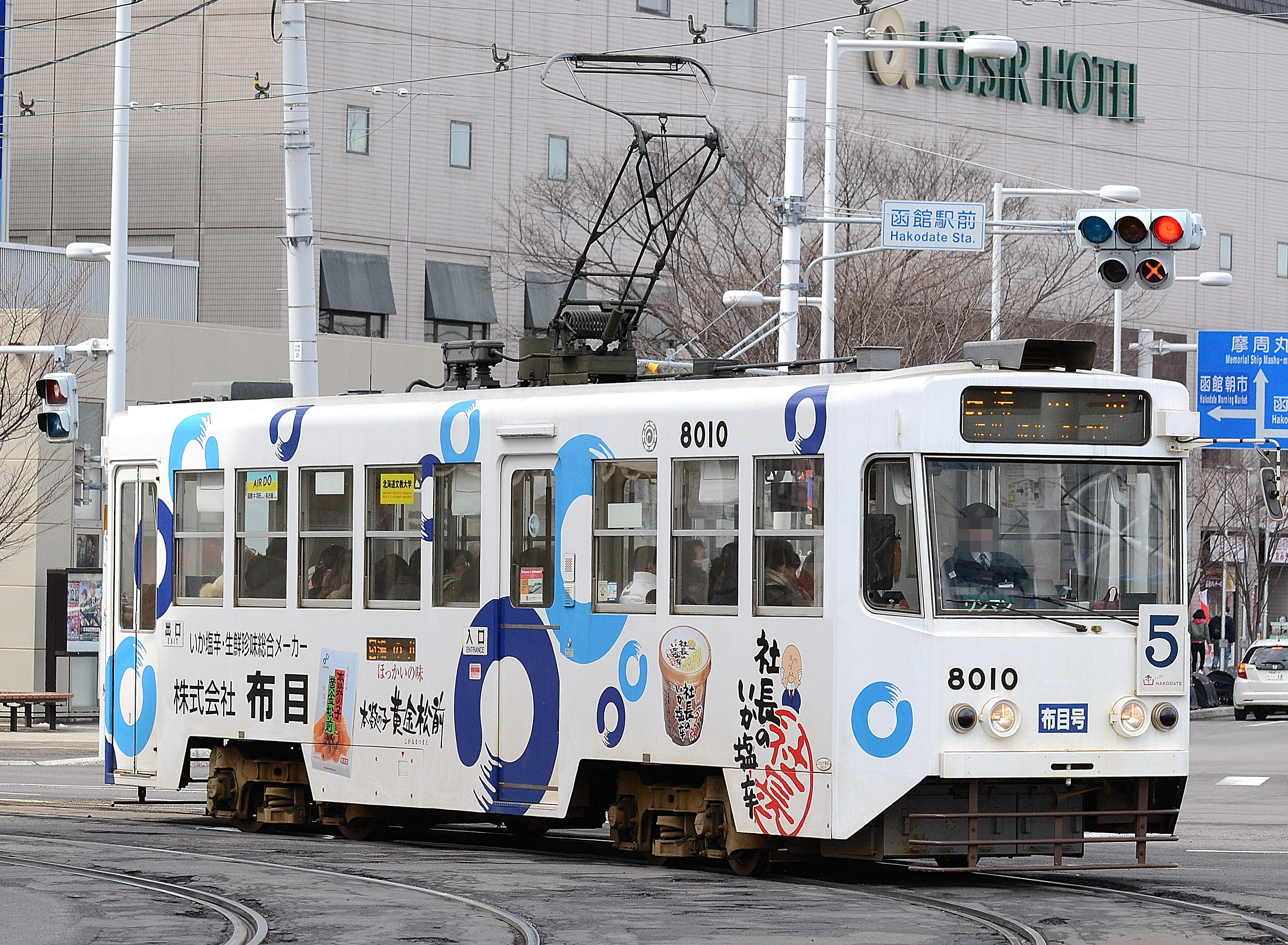
8010号車。ヘッドライト・行先表示器などに差異が見られる。

## 製造
全車アルナ工機（現アルナ車両、8009から）で800形の車体更新により製造された。
- 8001 - 1990年3月、旧803。
- 8002 - 1990年12月、旧808。
- 8003 - 1992年2月、旧804。
- 8004 - 1993年1月、旧801。
- 8005 - 1994年3月、旧802。
- 8006 - 1995年3月、旧805。
- 8007 - 1997年3月、旧806。
- 8008 - 1997年3月、旧809。
- 8009 - 2012年3月、旧810。
- 8010 - 2012年12月、旧811。

なお「函館市交通事業経営計画（第2次）」において、2016年度までに車体更新車を3両導入する内容が盛り込まれていたが、2両しか実施されなかった。よって、種車となっている800形は現在も1両が運行を続けている。なお2016年（平成28年）時点で交通部は、函館市電に残るレトロな車両を各形式1両ずつ、可能な限り残していきたいとしている。

## 大規模改修

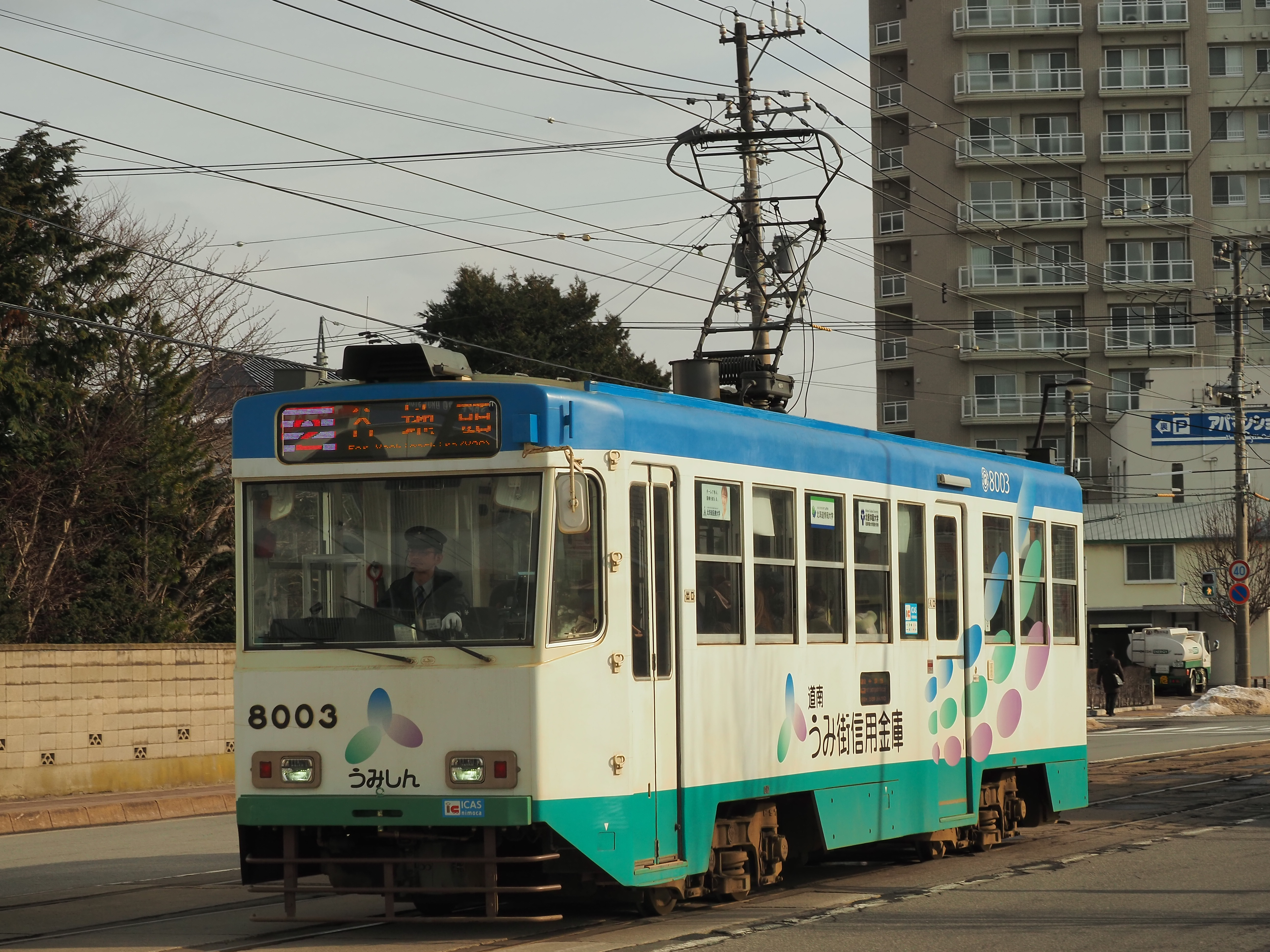
大規模改修後の8003号（2020年1月）

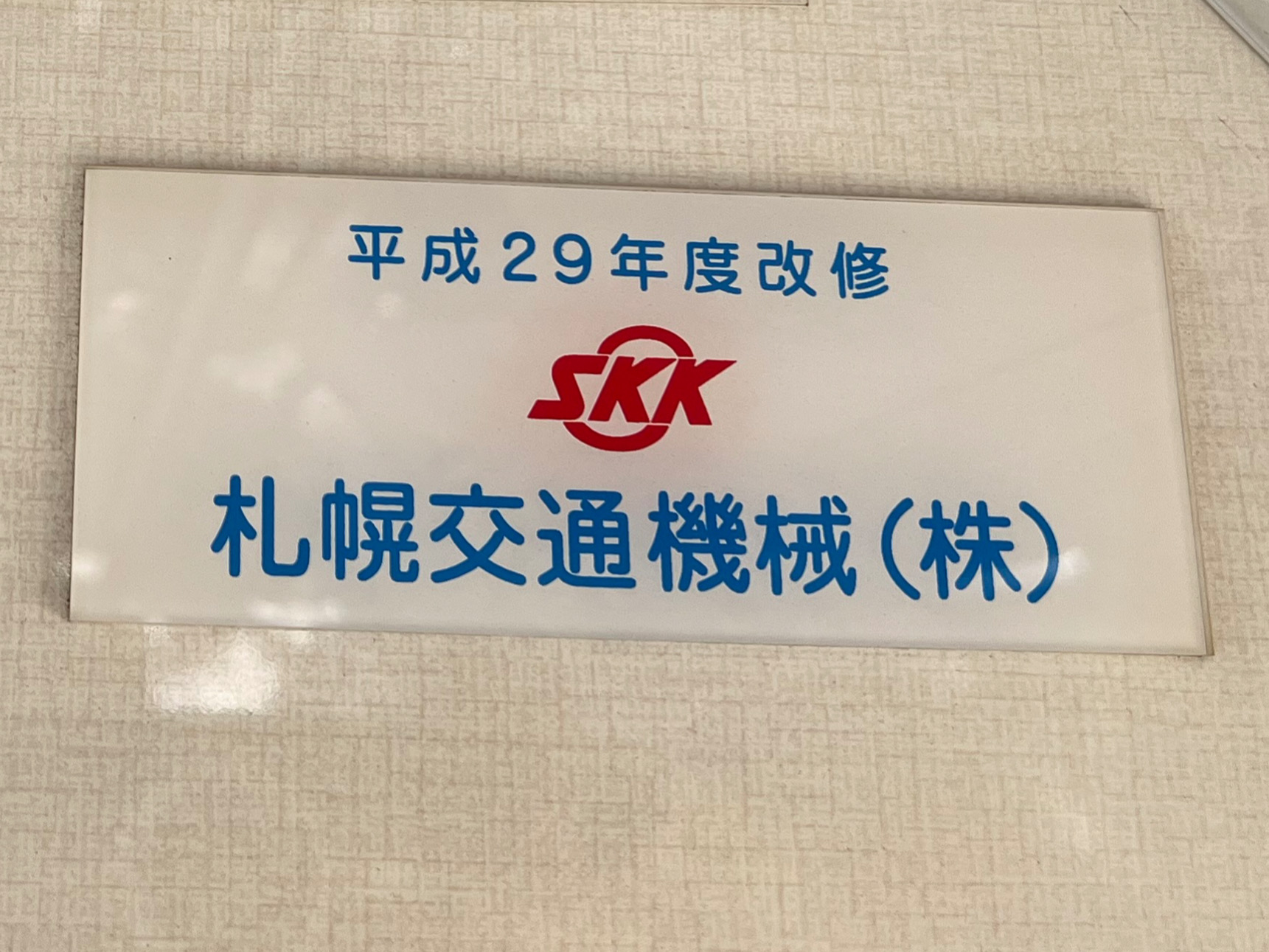
改修後の8002号に付された札幌交通機械の車内銘板（2022年9月）

1990年代に導入した8両は床下部分の痛みなどが目立ってきたことから、大規模な車体改修工事を行うこととなった。
改修はすべて札幌交通機械が担当し、2019年（令和元年）まではJR北海道五稜郭車両所内の工場で改修されていたが、2020年（令和2年）以降は2023年（令和5年）3月の五稜郭車両所廃止等に伴い、札幌の工場で改修された。
各車両の改修時期は以下の通り。
- 8001 - 2016年9月～2017年4月[2]
- 8002 - 2018年3月[9]
- 8003 - 2018年9月～2019年3月26日[7]
- 8004 - 2019年9月[9]
- 8005 - 2022年10月[10]～2023年3月14日[8]
- 8006 - 2020年9月[9]
- 8007 - 2023年6月6日～2024年3月[11]
- 8008 - 2021年3月[9]

改修工事では、行先表示器のLED化・ヘッドライトのLED化・床下腐食部分の補修・握り棒の増設・配管や配線の更新などが行われた。前面行先表示器は、系統表示部分がカラーで表示できるタイプが採用された。また、行先の多言語表示や、電車発車時に駆け込み乗車をしないよう注意喚起する表示が行われるようになった。側面行先表示器のLED化（8001は新規設置）も行われた。

## 塗装

### 標準塗装
2004年（平成16年）時点で8000形は全ての車両が広告塗装となっており、標準塗装車は1両もなかった。2012年（平成24年）に8009が導入された際は、前面のみ標準塗装・側面は白一色の姿で導入された。2020年（令和2年）時点ではすべての車両が広告塗装であったが、車体側面のみ広告が施される部分ラッピング広告車両の前面は、白地に緑色の標準塗装となっていた。2022年（令和4年）には当時数少なくなっていた未改修車両の8005が車体改修までの間、前面・側面共に標準塗装となった。
なお、近年は大規模改修の前後などに広告塗装を剥がし、一時的に前面・側面共に白色のままで運用に就くことがある。

### 広告塗装
8000形の全車両に企業などの全面広告が施されている。一時期、全面ラッピング広告の対象車両から外れ、部分ラッピング広告の車両が見られた時期があったが、現在は再び見られなくなった。以下に、2023年（令和5年）9月時点で各車に施されている広告主を示す。
- 8001 - 「函館カールレイモン」
- 8002 - 「函館米穀」
- 8003 - 「道南うみ街信用金庫」
- 8004 - 「不動産企画ウィル」
- 8005 - 「(株)日商興産」
- 8006 - 「(株)ジャックス」
- 8007 - 「MS保険サービス北海道」
- 8008 - 「(株)ニューメディア函館センター」
- 8009 - 「(株)いちたかガスワン」
- 8010 - 「(株)布目」

### その他
2013年（平成25年）1月11日から営業運転を開始した8010は、同年2月10日までの期間、鉄道むすめの「松風かれん全国巡り仕様ラッピング」として運行し、人気を集めた。

## 事故
- 8002 - 2022年（令和4年）12月16日1時頃、谷地頭停留場発湯の川停留場行きとして運行中に若松町付近の市役所前停留場 - 函館駅前停留場間で脱線[19][20]。
- 8005 - 1999年（平成11年）1月2日15時頃、青柳町停留場から谷地頭停留場への下り坂にて滑走し、止まりきれず待合室へ衝突した[21][22]。
- 8007
  - 2002年（平成14年）9月8日17時5分頃、谷地頭停留場発湯の川停留場行きとして運行中に十字街停留場付近で脱線[23]。
  - 2023年（令和5年）5月6日10時ごろ、函館どつく前停留場発湯の川停留場行きで運行中、函館どつく前停留場を出て約10メートルの地点の分岐器が正しく作動せず脱線[24]。
- 8008 - 2023年（令和5年）10月6日7時ごろ、函館駅前停留場 - 松風町停留場間の松風町方面に走行中、強風の影響とみられる架線断線に巻き込まれる[25]。